# Résistance islamique en Irak
La résistance islamique en Irak (en arabe : المقاومة الإسلامية في العراق, romanisé : al-Moqawamat al-Islamiat fi al-Iraq) est un terme générique désignant les groupes insurgés islamistes chiites pro-iraniens en Irak, qui a été décrit comme une marque générique ou réseau de groupes idéologiquement similaires soutenus par l’Iran plutôt qu’un groupe en soi,. L'appellation est utilisée depuis 2007 par les partisans des Asaïb Ahl al-Haq pour désigner leur propre organisation.
En janvier 2020, les États-Unis assassinent à Bagdad le général iranien Qassem Soleimani et plusieurs commandants des Forces de mobilisation populaire, un groupe de milices soutenues par l'Iran pour combattre Daesh depuis 2014. En représailles, plusieurs de ces milices ont formé la Résistance islamique en Irak, qui exige le départ de l'armée américaine du territoire irakien et a mené des attaques contre elle, bien que ces actions aient rarement fait des dégâts ou des blessés, tandis que Washington a régulièrement répliqué et tué des dizaines de membres de la Résistance islamique.
En octobre 2023, la résistance islamique en Irak commence à lancer des roquettes et des drones sur des bases américaines en Irak et en Syrie, causant des blessures légères aux militaires américains. La résistance islamique en Irak a également utilisé un missile pour attaquer Israël. Les lésions cérébrales sont le résultat médical le plus cité des cinq douzaines d'attaques contre les forces américaines et déclenchent des efforts diplomatiques par le secrétaire d'État américain Antony Blinken et plus directement par le Premier ministre irakien Mohammed Chia al-Soudani lors d'une visite à Téhéran,.

## Groupes membres
- Kataeb Hezbollah
- Harakat Hezbollah al-Nujaba
- Ashab al-Kahf
- Asaïb Ahl al-Haq
- Brigades de l'imam Ali
- Organisation Badr
- Kata'ib Sayyid al-Shuhada
- Brigade Abou al-Fadl al-Abbas
- Brigade de la revanche d'al-Mouhandis
- Ligue des révolutionnaires
- Brigades des Gardiens du sang
- Brigades des Vengeurs
- Liwa Zulfikar
- Bataillon Al-Sabiqun
- Brigade de Khaybar